# Trémont (Orne)
Trémont è un comune francese di 108 abitanti situato nel dipartimento dell'Orne nella regione della Normandia.

## Società

### Evoluzione demografica
Abitanti censiti